# Constantin von Economo
Constantin Alexander Economo, baron San Serff (ur. 21 sierpnia 1876 w Braile, zm. 21 października 1931 w Wiedniu) – rumuńsko-austriacki lekarz neurolog i pionier awiacji. Niezależnie od Jean René Crucheta opisał śpiączkowe zapalenie mózgu (encephalitis lethargica epidemica, zapalenie mózgu von Economo), dokonał też pionierskich badań nad fizjologią snu i cytoarchitektoniką kory mózgowej. Odkrył neurony wrzecionowate. W jego dorobku naukowym znajdują się cztery monografie i około 140 artykułów, które napisał na przestrzeni 33 lat pracy naukowej. Jako pierwszy obywatel Austrii otrzymał międzynarodową licencję pilota.

## Życiorys

### Młodość i edukacja
Constantin Alexander Economo urodził się 21 sierpnia 1876 roku w Braile, w rodzinie arystokratycznej. Jego ojcem był Johannes Economo (1834–1921), grecki przemysłowiec, baron od 1904, a matką Hélène Economo z domu Murati (1848–1923). Jego rodzice pobrali się w Budapeszcie w 1866 roku. Rodzina Economo pochodziła z okolic Edessy, a rodzina Muratich z Seres. W Monarchii Austro-Węgierskiej rodzina von Economo, która przyjęła obywatelstwo austriackie na krótko przed I wojną, należała do szanowanych greckich rodów, o takich nazwiskach jak Karajan, Ypsilanti, Dumbas czy Christomano. W rodzinie Economo było kilku wysoko postawionych hierarchów Greckiego Kościoła Prawosławnego; wuj Johannesa Economo był ostatnim biskupem w rodzinie. Nazwisko Economos oznacza po grecku „zarządca parafii”.
Constantin był piątym dzieckiem Johannesa i Hélène. Dwoje rodzeństwa Constantina (pierwszy Constantin i Maria) zmarło w niemowlęctwie, poza nimi miał siostry Sophię i Marię oraz braci Demetriusa, Johannesa i Leo. Rodzina przeniosła się do Triestu, gdy miał rok i tam dorastał. Był doskonałym atletą, od najmłodszych lat mówił po grecku, francusku, włosku i niemiecku. W wieku 14 lat, zainspirowany książką Cesare Lombroso Genio e follia (1864), zapragnął studiować medycynę, ale po ukończeniu gimnazjum w 1893 ojciec Constantina przekonał go do studiowania inżynierii. Po dwóch latach w Wiedeńskiej Wyższej Szkole Technicznej (Technische Hochschule Wien), gdzie uczył się obok inżynierii technologii lotnictwa, jednak otrzymał od ojca zgodę na zmianę kierunku studiów.
Economo był pilnym i zdolnym studentem, pierwszą pracę naukową ukończył jeszcze w latach studenckich. Rodzina dbała o jego finanse: podczas pobytu w Wiedniu mieszkał w Hotelu Sacher. W biografii uczonego jego małżonka wspomina jednak, że Constantin stołował się w pośledniejszych hotelach, by za zaoszczędzone pieniądze (z i tak niemałego kieszonkowego) móc kupować więcej książek. W połowie studiów, podczas kilkumiesięcznych wakacji 1898/1899, Constantin odbył sześciomiesięczną podróż z bratem Demetriusem przez Stany Zjednoczone, Kanadę, Japonię, Chiny i Indie.
Jeszcze podczas studiów pracował w Instytucie Histologicznym Victora von Ebnera i jako asystent w Instytucie Fizjologii Siegmunda Exnera. 31 stycznia 1901 w Wiedniu otrzymał doktorat. Następny rok spędził specjalizując się u Hermanna Nothnagela w wiedeńskiej klinice, po czym odbył intensywną podróż naukową („Studienreise”) po Europie; w 1903 przebywał w Paryżu studiując psychiatrię u Valentina Magnana i Alexisa Joffroya oraz neurologię pod okiem Pierre’a Mariego i Fulgence’a Raymonda; przez krótki czas zajmował się hipnozą u Hippolyte'a Bernheima w Nancy; następnie przez trzy miesiące poznawał anatomię i fizjologię u Albrechta von Bethego i Juliusa R. Ewalda w Strasburgu, przez pół roku neurohistologię u Alois Alzheimera w Monachium, neurologię i psychiatrię u Hermanna Oppenheima i Georga Ziehena w Berlinie oraz neuroanatomię porównawczą u Carla Isidora Coriego w Trieście.
W 1906 powrócił do Wiednia, gdzie spędził następne 25 lat. Mieszkanie von Economo znajdowało się na Rathausstrasse 13, Wien I. W mieszkaniu przy tej samej ulicy (Rathausstrasse 7) dwadzieścia lat wcześniej swoją praktykę rozpoczął Freud. W Wiedniu von Economo podjął pracę w klinice psychiatrycznej tamtejszego Allgemaines Krankenhaus u późniejszego noblisty Juliusa Wagnera-Jauregga, jako jego asystent.

### Kariera pilota

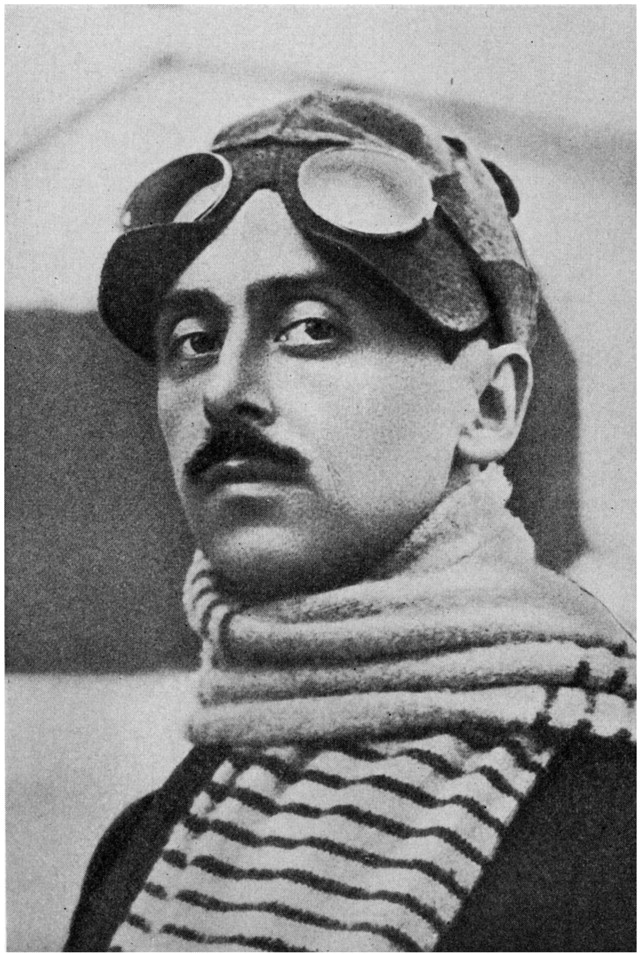
Constantin von Economo jako pilot, 1910

Constantin von Economo był też jednym z pionierów awiacji. W 1907 zainteresował się lotnictwem i baloniarstwem. W Paryżu nauczył się pilotować balon i wkrótce otrzymał licencję pilota (numer 10); licencję pilota balonów miał też Aristide de Economo. W Mourmelon-sur-Marne w 1908 zakupił aeroplan Voisina i w 1912 dostał międzynarodową licencję pilota jako pierwszy obywatel Austrii. Na maszynie Voisina odbył brawurowy lot z Wiener Neustadt do Kottingbrunn, co zajęło mu rekordowe, jak na początek XX wieku, 55 minut. Od 1910 przez szesnaście lat był prezydentem założonego w 1901 Österreichischer Aero Club. W 1911 jego pokaz lotu samolotem Etrich Taube podziwiał cesarz Franciszek Józef, a w 1913 von Economo spotkał się z Ferdinandem von Zeppelinem. Podczas dużych manewrów wojskowych w 1912 pilotował własną maszynę i został powołany na C. K. pilota. Służył w lotnictwie na Pierwszym Froncie Tyrolskim (froncie Isonzo) w szwadronie stacjonującym w Lavis podczas I wojny i otrzymał wiele odznaczeń. Razem z przyjacielem Alexandrem Cassinone orędował za ustanowieniem lotniska w Aspern (powstało w 1913, jako że lotnisko w Neustadt znajdowało się zbyt daleko od Wiednia, a lokalizacja wybrana w 1909 – Simmering-Heide – okazała się być nieodpowiednia). Z okazji 30. rocznicy powstania Österreichischer Aero Club w 1931 roku, na krótko przed śmiercią, wygłosił mowę, w której wyraził przekonanie, że w XX wieku ludzkość przezwycięży grawitację i zdobędzie przestrzeń kosmiczną.

### Badania 1916-1931
W 1916 został odesłany do Wiednia, gdzie w klinice Wagnera-Jauregga zajmował się leczeniem urazów mózgu. Badał też przypadki choroby Wilsona, hemibalizmu, stwardnienia rozsianego, paranoia querulans i dipsomanii. Dokonał wtedy istotnych obserwacji nad przypadkami nowej, nieznanej wcześniej choroby, której epidemia właśnie rozpoczynała się w Europie. W kwietniu 1917 przedstawił przed członkami Wiedeńskiego Towarzystwa Psychiatrycznego referat, w którym opisał śpiączkowe zapalenie mózgu, a 10 maja 1917 jego praca ukazała się w „Wiener klinische Wochenschrift”. W 1929 wydana została jego klasyczna monografia poświęcona tej chorobie, dzięki czemu eponim zapalenia mózgu von Economo jest wciąż w użyciu.
Constantin von Economo został profesorem nadzwyczajnym psychiatrii i neurologii w 1913, a w 1921 profesorem zwyczajnym. 10 czerwca 1919 w Katedrze św. Szczepana w Wiedniu ożenił się z córką austriackiego generała, księcia Alois von Schönburga-Hartensteina, Karoline (Lili) Schönburg-Hartenstein (1892–1986). Małżeństwo pozostało jednak bezdzietne. W 1928 otrzymał propozycję zastąpienia Wagnera-Jauregga na stanowisku dyrektora wiedeńskiej Kliniki Psychiatrii i Neurologii, ale odrzucił ją, ponieważ nie chciał, by jego praca była podporządkowana obowiązkom administracyjnym.
W 1928 był pierwszym uczonym uhonorowanym nagrodą Akademii Ateńskiej. W 1929 odwiedził Stany Zjednoczone i asystował przy operacji neurochirurgicznej przeprowadzanej przez Harveya Cushinga w Bostonie. 3 grudnia tego roku przedstawił Towarzystwu Lekarzy i Chirurgów na Uniwersytecie Columbia referat poświęcony swoim badaniom neuroanatomicznym nad ośrodkiem snu.
W 1931 został dyrektorem nowo utworzonego Instytutu Badań nad Mózgiem połączonego z kliniką psychiatryczną.
W 1924, na krótko przed wydaniem Die Cytoarchitektonik der Hirnrinde des erwachsenes Menschen, von Economo miał pierwszy napad dusznicy bolesnej. W sierpniu 1931 na Festiwalu w Salzburgu obejrzał przedstawienie Fidelio, następnie wyjechał do Brna na 1. Międzynarodowy Kongres Neurologiczny, który odbył się w dniach 31 sierpnia–4 września i w którego organizacji Economo miał znaczny udział. Po powrocie do Wiednia 8 września dostał zawału serca powikłanego udarem mózgu. 21 października von Economo zmarł we własnym domu.

### Po śmierci
O śmierci von Economo w nekrologach z żalem zawiadomili m.in. Otto Marburg, Alexander Pilcz, Hugo Spatz, Erwin Stransky, Ernst Sträussler i Wagner von Jauregg. Constantin von Economo został pochowany w rodzinnym grobowcu na Cmentarzu Św. Anny w Trieście. Wspomnienia o Constantinie von Economo zostały spisane przez wdowę po nim, Karoline von Economo, i Juliusa Wagnera-Jauregga. Biografię von Economo napisali też belgijski neurolog i neuropatolog Ludo van Bogaert oraz francuski historyk medycyny, bratanek Constantina von Economo, Jean Théodoridès. Krótsze opracowania biograficzne napisali m.in. Otto Marburg i Franz Seitelberger. Ten ostatni określił von Economo jako „największego austriackiego neurologa”. W ostatnich latach dwa przeglądowe artykuły przedstawiające bogaty dorobek von Economo opublikował Lazaros C. Triarhou, który podjął się również opracowania reedycji „Atlas of Cytoarchitectonics of the Adult Human Cerebral Cortex” (Karger 2008, ISBN 978-3-8055-8289-6). W dniach 11–12 marca 2008 w Trieście odbyło się specjalne sympozjum poświęcone cytoarchitektonice kory mózgowej naczelnych, specjalnymi gośćmi były Elena i Gabriella Economo.
W 1976 austriacka poczta wydała w stulecie urodzin von Economo okolicznościowy znaczek (Stanley Gibbons no. 1765; Scott no. 1040). Popiersie neurologa dłuta Maxa Kremsera (1965) znajduje się w holu (Arkadenhof) Uniwersytetu Wiedeńskiego. Na froncie domu w Wiedniu, w którym mieszkał uczony, znajduje się okolicznościowa tablica:

Constantin von Economo der große Hirnforscher und Menschenfreund wohnte von 1905–1931 in diesem Hause. (Constantin von Economo, wielki badacz mózgu i przyjaciel ludzkości, żył w tym domu w latach 1905–1931)

W 10. dzielnicy Wiednia znajduje się Economostraße.
Współcześni opisywali von Economo jako niezwykłego człowieka wielkiego charakteru, naukowca w najlepszym sensie tego słowa. Żona neurologa opisywała osobowość Konstantina jako miłą, spokojną, harmonijną; von Economo miał umiejętność odróżniania rzeczy ważnych od nieistotnych. Był bardzo oczytany i miał szerokie zainteresowania; zajmując się problemem, poświęcał mu się bez reszty. Przy lampce nocnej trzymał Odyseję, Nowy Testament i Fausta. Pamiętany był za dowcipne wyrażenia i pomysłowe jeux-de-mots. Był utalentowanym mówcą. Miał uzdolnienia artystyczne; jego ryciny z prac neurologicznych określane są jako małe dzieła sztuki.

#### Nominacja do nagrody Nobla
Wiadomo, że von Economo był trzykrotnie nominowany do Nagrody Nobla w dziedzinie fizjologii i medycyny za prace nad śpiączkowym zapaleniem mózgu: w 1926 przez A. Kousisa, profesora historii medycyny Uniwersytetu w Atenach, w 1930 przez Henry’ego Marcusa, profesora neurologii Instytutu Karolinska i w 1932 razem z Harveyem Cushingiem przez Friedricha von Müllera, profesora medycyny Uniwersytetu w Monachium.

## Dorobek naukowy

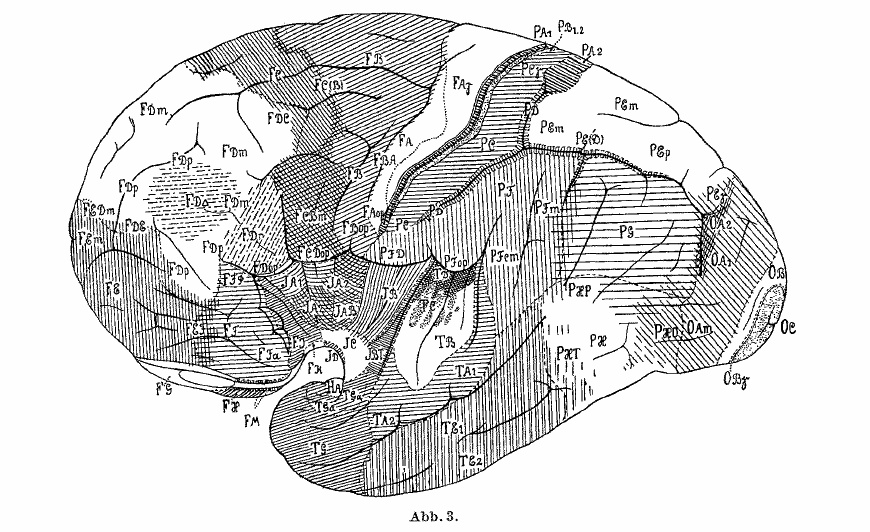
Grafika z klasycznej pracy von Economo o cytoarchitektonice kory mózgowej

Ze 139 opublikowanych prac naukowych Economo, 49 dotyczy encephalitis lethargica i powiązanych tematów, a 14 – anatomii, fizjologii i patologii snu, 26 psychopatologii i neuropatologii klinicznej oraz doświadczalnej. Łączna liczba stron dzieł zebranych Economo wynosi około 4 200.

### Badania neurohistologiczne i nad cytoarchitektoniką
Prace von Economo na polu neurohistologii dotyczyły na początku rozwoju przysadki kur i gołębi. Jako 23-letni student medycyny opublikował pracę Zur Entwicklung der Vogelhypophyse (O rozwoju ptasiej przysadki). W 1925 razem z Georgiem N. Koskinasem wydał Die Cytoarchitektonik der Hirnrinde des erwachsenen Menschen, elegancki i dokładny atlas cytoarchitektury ludzkiej kory mózgowej. Praca spotkała się od razu z uznaniem neuroanatomów, jest ceniona i wznawiana do dziś. Dwa lata później ukazała się mniejsza objętościowo praca, klasyczna już monografia Zellaufbau der Grosshirnrinde des Menschen: zehn Vorlesungen. Von Economo razem z Koskinasem opracowali technikę pionowych przekrojów przez każdy zwój mózgu, co pozwoliło im przedstawić dalece dokładniejszą mapę cytoarchitektury pól kory mózgowej niż Korbinianowi Brodmannowi kilka lat wcześniej. Von Economo pracował nad kolejnym dziełem poświęconym cytoarchitektonice rdzenia kręgowego (Myeloarchitektonik der Hirnrinde des erwachsenen Menschen), ale jego praca pozostała nieukończona. Duże, wrzecionowate, dwubiegunowe neurony 5. warstwy kory przedniej zakrętu obręczy i kory czołowo-wyspowej określane są do dziś mianem neuronów von Economo.

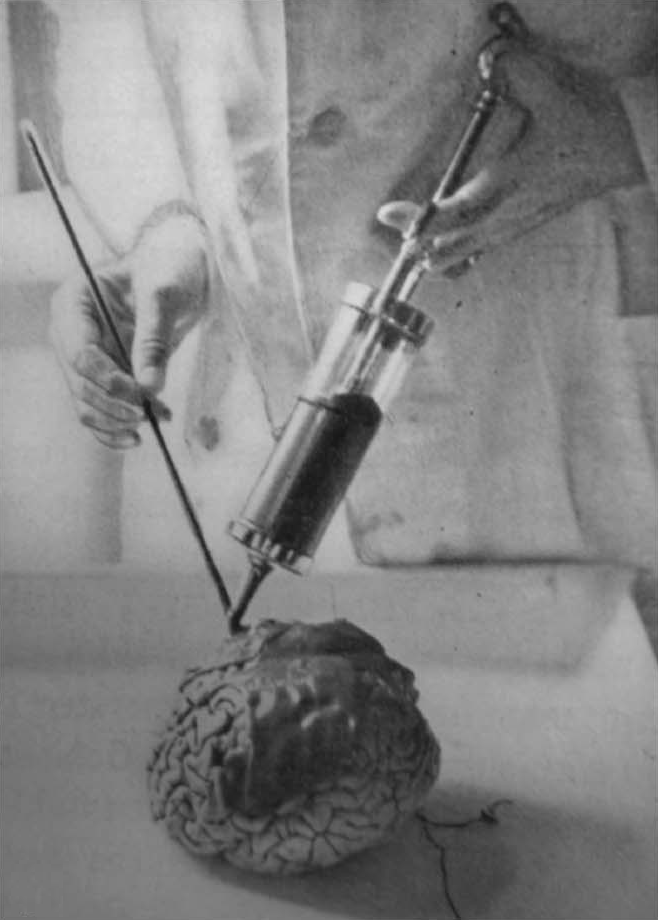
Prezentacja techniki Pollera sporządzania odlewów mózgu, pierwszy etap polegający na rozprowadzeniu roztworu Negocollu (w strzykawce) szczoteczką na powierzchni półkuli mózgu. Przypuszczalnie sfotografowana osoba to sam Economo.

Economo opracował, w oparciu o metodę wiedeńskiego antropologa Alphonsa Pollera, nową technikę sporządzania pośmiertnych modeli mózgu i przeżyciowych modeli czaszki. Model głowy Constantina von Economo sporządzony przez Pollera posłużył za wzór marmurowego popiersia uczonego znajdującego się w Arkadenhof Uniwersytetu Wiedeńskiego. Metoda opierała się na koloidalnej substancji zwanej Negocollem, ciekłej po ogrzaniu w roztworze wodnym, tężejącej w temperaturze ciała, nie uszkadzającej przy tym delikatnej kory mózgowej. Roztwór Negocollu był rozprowadzany na powierzchni mózgowia (świeżego lub utrwalonego w formalinie) przy pomocy szpatułki lub miękkiej szczoteczki. Negocollowy odlew był utrwalany przy pomocy warstwy innego środka, mającego konsystencję wosku Celeritu. Po sporządzeniu, w kolejności, odlewu bocznej powierzchni i przyśrodkowej powierzchni półkuli mózgu, mózgowie było usuwane, a utrwalony odlew wypełniano trzecim środkiem o nazwie Hominit.

### Badania nad śpiączkowym zapaleniem mózgu
Opisując śpiączkowe zapalenie mózgu von Economo przedstawił w pełni symptomatologię choroby, wprowadzając podział na trzy główne typy schorzenia (somnolencyjno-oftalmoplegiczny, hiperkinetyczny, amiostatyczno-akinetyczny) i jako pierwszy opisał zmiany w istocie czarnej pacjentów zmarłych z powodu przewlekłej postaci choroby, niezależnie od Konstantina Trietiakowa, który w tym samym 1919 roku przedstawił zwyrodnienie nigralne jako charakterystyczną cechę neuropatologiczną choroby Parkinsona. Tym samym von Economo poczynił znaczący wkład w poznanie etiologii schorzeń układu pozapiramidowego. Razem z von Wiesnerem udało mu się przepasażować chorobę na naczelne, przez podtwardówkową inokulację tkanek pobranych od zmarłego pacjenta. Zakażona małpa zdechła w przeciągu 48 godzin; autopsja wykazała nacieczenie zapalne naczyń krwionośnych i wynaczynienia krwi.
Część artykułów poświęconych śpiączkowemu zapaleniu mózgu powstała jako odpowiedź na głosy podające w wątpliwość pierwszeństwo Economo w opisaniu choroby, przede wszystkim na artykuł Jeana-René Crucheta i jego współpracowników, Moutiera i Calmettesa, którzy w 1917 roku opisali dwa przypadki encéphalomyélite subaiguë diffuse. von Economo bezpardonowo zaatakował Crucheta w szeregu sprostowań opublikowanych w europejskich czasopismach, określając jego argumenty jako „nieokreślone i ogólnikowe pretensje do pierwszeństwa”, nawiązujące do nie przekonującego opisu przypadku, mogącego równie dobrze odnosić się do kiły, guza, psychozy wojennej, padaczki, hemiplegii jak i innej postaci zapalenia mózgu, rdzenia lub nerwów. Cruchet był nieświadomy epidemii choroby i nie udało mu się przenieść choroby na świnki morskie. Mimo to, we Francji do dziś spotyka się określenie choroby Crucheta-von Economo.
Sam von Economo zwrócił uwagę na wczesny opis choroby autorstwa Arnolda Nettera, lekarza ze Szpitala Trousseau w Paryżu, który opisał encephalitis lethargica rok po Constantinie. By wyjaśnić kwestię pierwszeństwa, Economo napisał artykuł po francusku, opublikowany w Schweizer Archiv für Neurologie und Psychiatrie i opatrzony komentarzem redaktora naczelnego pisma, Constantina von Monakowa.

### Badania nad snem

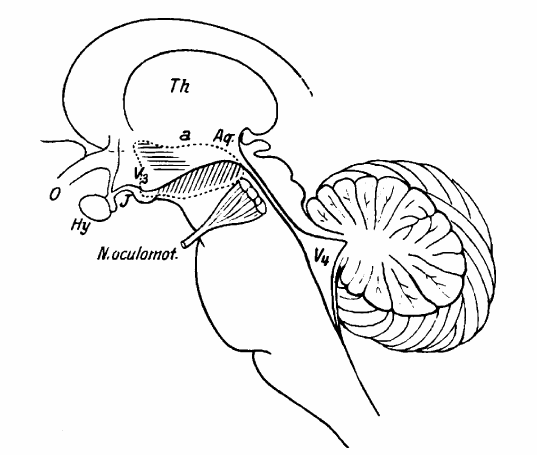
Schemat zamieszczony w pracy Economo z 1926 przedstawiający mózg i granicę przejścia śródmózgowia w międzymózgowie (kropkowana linia a), na której znajduje się ośrodek zawiadujący snem

Podczas badań nad śpiączkowym zapaleniem mózgu Economo doszedł do wniosku, że istnieje ośrodek w mózgowiu zawiadujący snem i czuwaniem, który określał jako Schlafstauerungszentrum. Doprowadziły go do tego obserwacje pacjentów z zapaleniem mózgu, u których w najczęstszym typie choroby (somnolencyjno-oftalmoplegicznym), obok somnolencji występowało porażenie mięśni dźwigaczy powieki. Znał też obserwacje wiedeńskiego neuroanatoma i okulisty Ludwiga Mauthnera (1840–1894), który w 1880 opisał fizjologiczny obrzęk mózgu skojarzony ze snem w okolicy wodociągu Sylwiusza i nakrywki. Ponadto w jednym z wcześniejszych doświadczeń u kota, u którego lezja konarów mózgu była niezamierzenie rozległa i rozciągała się na cały dół międzykonarowy, von Economo zaobserwował nieprzerwany sen zwierzęcia przez 15 dni.
Na podstawie badań neuropatologicznych von Economo zaproponował w 1929 lokalizację ośrodka zawiadującego snem na pograniczu śródmózgowia i międzymózgowia, do przodu od jąder nerwu okoruchowego, z odrębnymi częściami dla czynności czuwania (Wachteil) i snu (Schlafteil). Jego przewidywania okazały się być trafne. Po II wojnie światowej Walle Nauta i inni doświadczalnie wykazali, że lezja bocznej tylnej części podwzgórza indukuje sen. Giuseppe Moruzzi i Horace Magoun zidentyfikowali wstępujący aktywujący twór siatkowaty, regulujący procesu snu i czuwania na poziomie przodomózgowia.
W 1930 Economo wysunął hipotezę patogenezy narkolepsji – opierając się na doświadczeniu z rzadkimi przypadkami uszkodzeń tylnej części hipokampa napisał, że „jest bardzo prawdopodobne, aczkolwiek nie dowiedzione, że narkolepsja [opisana przez] Gelineau, Westphala i Redlicha bierze się z nieznanej jeszcze choroby tego obszaru”.